# 夢時代商圈
夢時代商圈，位於台灣高雄市前鎮區中心偏北處，指的是中華五路一帶（夢時代購物中心、家樂福、好市多、宜家家居等），是高雄市近年來興起的商圈，和三多商圈、五福商圈、巨蛋商圈並列高雄四大商圈。曾被建商譽為「南台灣曼哈頓」。
事實上，家樂福、好市多、宜家家居、MLD即是一個商圈，距離北方南方各二十分鐘腳程的地方各為三多商圈、統一夢時代，算是承接這兩個商圈的中繼站。因最近的捷運站為獅甲站，又被稱作獅甲商圈；亦有成功家樂福商圈之稱。而中華五路屬於高雄以前的工業帶，三多商圈與家樂福之間均為舊廠房、空地，甚為荒涼，各大企業多次想在此延續三多商圈均未成功。而家樂福往南到第五船渠（運河）之間為原君毅新村、正勤新村改建之國宅社區。過了第五船渠，整個中華五路多為荒涼的空地。夢時代就顯眼地立在其中。
近年附近劃入亞洲新灣區後，建設逐漸增加，許多空地已建為住宅或是商業區，為高雄新興的主要區域。

## 商業核心區

### 統一夢時代購物中心
統一夢時代購物中心於2007年6月於中華五路正式開幕，統一企業的旗下事業之一，號稱是全台灣最大的購物中心，為京華城購物中心的2倍、漢神百貨的7倍。佔地廣大，特別興建一條垂直中華五路的「時代大道」通到高雄南北交通要道中山路，全長走路至少十分鐘才走得完，寬度也有四線道（加上約二線道寬的人行道）。並坐有公車總站之一的前鎮站，與中山路的捷運紅線凱旋站，交通非常發達。
並且設有大螢幕，每當有重要棒球賽事都可以在其前的大廣場觀賽。除交通方便外，停車格之多，亦是別的百貨公司望塵莫及。內容除了占了七個樓層的統一時代百貨外，還有許多平常百貨公司不賣的青少年物品（如西門町、新堀江所賣的東西），並設有秀泰影城，頂樓還有全台最高的高雄之眼摩天輪。

### 好市多高雄店
好市多高雄店於1997年1月於中華五路正式開幕，由大統集團引進台灣，是好市多在台灣的第一個據點。當時中華五路一帶仍未開發，現今的統一夢時代購物中心、家樂福、宜家家居當時仍為工廠廠房，為夢時代商圈首間開幕之大型商業設施。

### 家樂福成功店
家樂褔成功店於2006年9月於中華五路正式開幕，佔地寬廣，前身為特易購高雄店，也是家樂福在高雄市的第五間分店，屬於結合商店街、美食街與非會員零售型量販店的社區型購物中心。但是說上是夢時代商圈，其實離夢時代也有20分鐘路程的距離（開車5分鐘），離捷運紅線獅甲站約5分鐘腳程。

### IKEA宜家家居高雄店
位於家樂福成功店旁邊，其藍色造型在遠方即可見到。

### MLD台鋁生活商場
位於忠勤路，結合餐飲、影城、宴會、書屋、展演廳等生活娛樂與文創的大型商場。

### 迪卡儂亞灣店
位於統一夢時代購物中心斜對面 (時代大道與中華五路北向慢車道口) ，於2021年7月正式開幕。

## 外部連結
1. ↑  .   [2018-07-05]. （原始内容存档于2020-05-01）.
2. ↑  .   [2018-07-05]. （原始内容存档于2019-05-20）.
3. ↑  .   [2018-07-05]. （原始内容存档于2019-05-19）.